# Нікшень
Нікшень, Нікшені (рум. Nicșeni) — село у повіті Ботошані в Румунії. Входить до складу комуни Нікшень.
Село розташоване на відстані 382 км на північ від Бухареста, 12 км на північ від Ботошань, 105 км на північний захід від Ясс.

## Населення
За даними перепису населення 2002 року у селі проживала 1051 особа, з них 1048 осіб (99,7%) румунів. Рідною мовою 1048 осіб (99,7%) назвали румунську.